# Zając samochwała
Zając samochwała (ros. Зайка-зазнайка, Zajka-zaznajka) – radziecki lalkowy film krótkometrażowy z 1976 roku w reżyserii Borisa Abłynina powstały na podstawie utworu Siergieja Michałkowa.

## Obsada (głosy)
- Gieorgij Wicyn jako Zając samochwała
- Aleksandr Grawe jako Stary Zając
- Jurij Wołyncew jako Wilk
- Ludmiła Gniłowa jako Lisica

## Wersja polska
Opracowanie wersji polskiej: Studio Opracowań Filmów w Łodzi
- Reżyseria: Czesław Staszewski
- Dialogi: Krystyna Kotecka
- Dźwięk: Anatol Łapuchowski
- Montaż: Henryka Gniewkowska
- Kierownictwo produkcji: Edward Kupsz[1]